# Hemitremia flammea
Hemitremia flammea é a única espécie de Actinopterygii da família Cyprinidae do gênero Hemitremia.
Apenas pode ser encontrada nos Estados Unidos da América.